# Чиквуд (ботанический сад)
Чиквуд (англ. Cheekwood) — историческое поместье на западной окраине Нэшвилла, штат Теннесси, в котором находится Поместье и сады Чиквуд. В 1960 году особняк в георгианском стиле был открыт как ботанический сад и художественный музей.

## История
Кристофер Чик основал оптовый продуктовый бизнес в Нэшвилле в 1880-х годах. Его сын Лесли Чик присоединился к нему в качестве партнёра и к 1915 году стал президентом в семейной компании. Жена Лесли, Мейбл Вуд, была членом известной семьи в Кларксвилле, штат Теннесси. Тем временем Джоэл Оусли Чик, двоюродный брат Лесли, разработал известную смесь кофе, которая продавалась через лучший отель Нэшвилла, Maxwell House Hotel. В 1928 году компания Postum Cereals (ныне General Foods) приобрела материнскую компанию Maxwell House, Cheek-Neal Coffee, более чем за 40 миллионов долларов.
После продажи семейного бизнеса Лесли Чик купил 100 акров леса в Западном Нэшвилле для строительства загородного поместья. Он нанял нью-йоркского архитектора и ландшафтного дизайнера Брайанта Флеминга, чтобы спроектировать дом и сады, и дал ему полный контроль над проектом, включая внутреннюю обстановку. Построенный из известняка особняк и обширные сады были завершены в 1932 году. Дизайн поместья был вдохновлен английскими поместьями XVIII века.
Лесли Чик скончался через два года после переезда в особняк. Мейбл Чик и их дочь Хульда жили в Чиквуде до 1950-х годов, когда Хульда Шарп и её муж предложили участок под ботанический сад и художественный музей. Exchange Club в Нэшвилле, Садоводческое общество Среднего Теннесси и другие гражданские группы возглавили реконструкцию собственности с помощью средств, полученных от продажи бывшего здания Музея искусств Нэшвилла. Новый музей Чиквуд открылся в 1960 году.

## Музей искусства
Коллекция произведений искусства Чиквуда была основана в 1959 году на владении бывшего Художественного музея Нэшвилла и аккредитована Американским альянсом музеев. Основные фонды включают обширные коллекции американского искусства; Американское и британское декоративное искусство; современное искусство, особенно уличная скульптура, приобретенная для Тропы лесных скульптур.
Коллекция американского искусства Чиквуда включает 600 картин и 5000 гравюр, рисунков и фотографий. Коллекция, собранная в 1980-х и начале 1990-х годов охватывает практически всю историю американского искусства. Шедеврами коллекции являются картины венгерских художников авангардного арт-движения Восемь . Среди других заметных экспонатов — самая большая в мире коллекция скульптур Уильяма Эдмондсона, фотографии Луизы Даль-Вулф и огромное количество гравюр послевоенного периода . В последнее время музей придерживается сознательно целенаправленного процесса приобретения, добавив картины Джеймса Гамильтона и Уильяма Брэдфорда.
Основные фонды коллекции декоративно-прикладного искусства включают третий по величине вустерский фарфор в Соединённых Штатах и коллекцию серебра из 650 предметов, охватывающую XVIII-XX века.
Коллекция современного искусства — размещенная в галереях, созданных в бывших помещениях гаража и конюшни поместья — небольшая, но высокого качества, включает картины Ларри Риверса, Энди Уорхола, Роберта Раймана и Мэрилин Динтенфасс .

## Ботанический сад

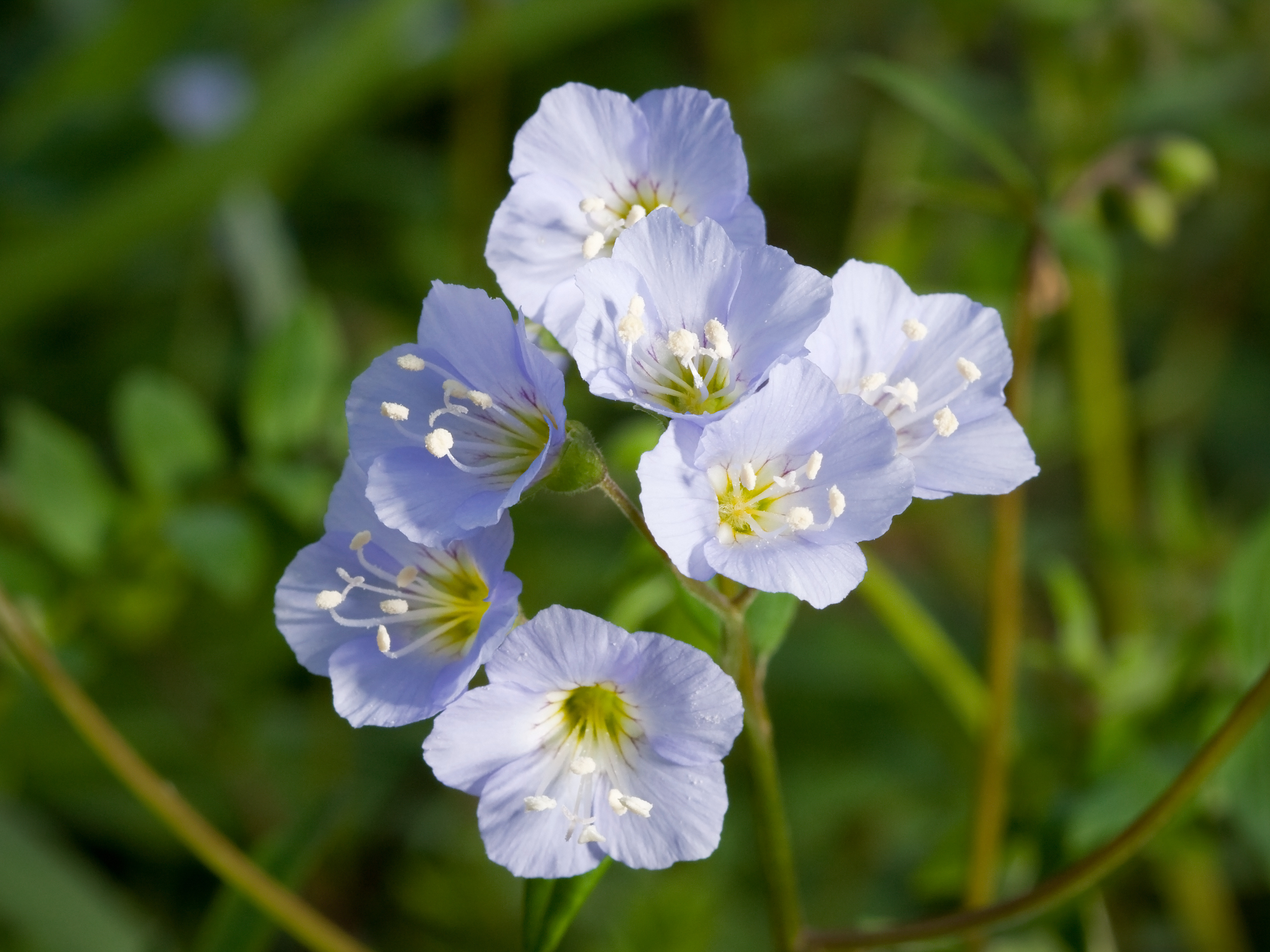
Синюха ползучая (Polemonium reptans) в ботаническом саду Чиквуд

Ботанический сад, расположенный на территории Художественного музея, занимает 55 акров, и предназначен для образовательных и учебных целей. Коллекции растений включают самшит, хвойные деревья, лагерстрёмии, нарциссы, лилейники, кизил, папоротники, травы, падуб, хосты, гортензии, японский клен, магнолии, багрянник и триллиум .

## Другие достопримечательности
Помимо музея и ботанического сада, в Чиквуде есть два сувенирных магазина и ресторан, расположенный в учебном центре Frist.